# Arabia Petraea

Římská říše v roce 117. n. l. s Arábií vyznačenou červeně

Arabia Petraea byla provincií Římské říše.
Vznikla v roce 106 po připojení Nabatejské říše a jejího hlavního města Petra císařem Trajánem. Její území zahrnovalo zhruba oblast Sinaje a západně od dnešního Jordánska. Arabia Petraea patřila k císařským provinciím a byla spravována legátem s pretoriánskou hodností. Sousedila s provinciemi Aegyptus na západě, Judeou (od roku 135 Syria Palaestina) na severozápadě a Sýrie na severu. Na jihu byl Akabský záliv a na východě Arabia Deserta. Jako pohraniční provincie zahrnovala poušť osídlenou arabskými kmeny a hraničila s parthskými okrajovými oblastmi.
Ačkoli ji hrozil eventuální útok od Parthů a Palmýrců, netrpěla neustálými vpády, kterým čelili v jiných oblastech na římských hranicích, jako Germania nebo severní Afrika.